# 翁世用
翁世用（1412年—1466年），字世用，號雪崖，福建興化府莆田縣人，儒籍。明朝政治人物。進士出身。

## 生平
正統十二年（1447年）福建鄉試第六名舉人。正统十三年（1448年）聯捷戊辰科會試第七十八名，殿試登進士第二甲第十名。户部观政，十四年丁父忧，景泰三年（1452年）起复，拜南京户部江西司主事，升郎中，成化二年（1466年）出为贵州布政司左参议，未赴任，四月七月卒于南京官邸，享年五十五。

## 家族
曾祖翁道源。祖父翁仕寧，號竹所。父翁瑛，曾任翰林檢討。弟翁世資。世用生男六：曰湖、曰海、曰潭、曰洞、曰潮、曰淕。

## 紀念
聯芳坊，御史畢鸞為翁世用、世資兄弟立。